# Jilava
Jilava é uma comuna romena localizada no distrito de Ilfov, na região de Muntênia, próximo de Bucareste, na Romênia. A comuna possui uma área de 28,65 km² e sua população era de 8 970 habitantes segundo o censo de 2007.
O nome é derivado da palavra de origem eslava žilav, que significa "lugar úmido". Jilava foi o lugar escolhido pelo Rei Carol I para a construção de uma fortaleza, que integrava o sistema defensivo da capital. Mais tarde, a fortificação foi transformada em prisão.
Nessa prisão, em novembro de 1940, a Guarda de Ferro, força paramilitar do chamado Estado Nacional Legionário, matou 64 prisioneiros políticos para vingar a morte do seu líder Corneliu Zelea Codreanu (Massacre de Jilava).
No mesmo local foi executado em 1 de junho de 1946 o ditador (Conducător) Ion Antonescu, por crimes de guerra cometidos durante a II Guerra Mundial. Abrigou, também, os presos políticos do regime comunista, durante os anos de 1947 e 1989.
A Penitenciária de Jilava, ainda permanece em atividade.

## Informações gerais
A área da comuna é de 2 830 ha., com o centro da vila ocupando 330 ha. e a maior extensão territorial constituída de terras aráveis. No último censo registrava 12 110 habitantes.
A sua população romena é em parte nativa ou originária da Transilvânia. Jilava tem uma história milenar. Investigações arqueológicas no ano de 1929, revelaram a existência de vestígios humanos nessa área que remontam a 2000 anos a.C..
A principal ocupação dos habitantes de Jilava foi a agricultura, com a produção do milho e do trigo e, mais tarde, de legumes e hortaliças, como tomate, repolho, pimentão, berinjela, alface e pepino.
A indústria surgiu para a produção do algodão, tijolos e borracha, sendo ampliada, posteriormente, sob o regime comunista.
Em 1949 iniciou-se o processo de coletivização da agricultura. Grande propriedades de terra passaram a ser administradas pelo Estado. Velhas unidades econômicas foram ampliadas e modernizadas e novas surgiram para a industrialização da borracha, couro e concreto pré-moldado. Muitos habitantes de Jilava desistiram das ocupações agrícolas, para tornarem-se empregados dessas empresas.
Nesse processo de desenvolvimento foi necessário criar novos meios de transporte para facilitar a conexão com Bucareste. Seguiu-se a eletrificação da aldeia, melhor prestação de serviços de saúde e a eliminação do analfabetismo.
Em 1950, Jilava foi incluída na zona suburbana de Bucareste, com sensíveis melhorias urbanas e pavimentação das ruas.
Em 1989, a reestruturação da indústria com a queda do emprego, fez com que muitos moradores da aldeia retornassem às antigas ocupações como a agricultura e a pecuária. A produção de legumes destinada à comercialização passou a ser praticada em larga escala..